# Liste der Mitglieder der National Academy of Sciences/1874
Im Jahr 1874 wählte die National Academy of Sciences der Vereinigten Staaten 5 Personen zu ihren Mitgliedern.

## Neugewählte Mitglieder
- Charles Frederick Chandler (1836–1925)
- George Davidson (1825–1911)
- George Hill (1838–1914)
- Othniel Marsh (1831–1899)
- Henry Morton (1836–1902)